# Saison 1976-1977 du Wydad Athletic Club
Pour un article plus général, voir Wydad Athletic Club (football).
Maillots
Chronologie
Saison précédente Saison suivante
La saison 1976-1977 du Wydad Athletic Club est la 38e saison footballistique de l'histoire du club. Cette saison débute alors que les rouges avaient terminé premiers en championnat lors de la saison précédente. Le club est par ailleurs engagé en coupe du Trône et participe à l'International Coupe Mohammed-V.
Finalement, le WAC est éliminé en quart de finale de la coupe du Trône, en demi-finale de l'International Coupe Mohammed-V et finira 3e du classement après avoir battut le club anglais Everton FC sur le score de 1-0 au match de consolation et remporte le championnat pour la 3e fois consécutive et la 10e fois de son histoire.
Le bilan en championnat du WAC est donc favorable car sur 30 matchs joués, le club en gagne 14, en perd 5 et cède 11 nuls pour 50 buts marqués et 26 encaissés.

## Contexte et résumé de la saison passée du WAC
L'équipe du Wydad de Casablanca avait remporté le championnat lors de la saison dernière. Avec au total 73 points soit 17 victoires, 9 nuls et 4 défaites, l'équipe a enregistré une prestation plus que bonne en remportant donc son 4e titre de championnat et son 9e avec ceux d'avant-indépendance. Ensuite en coupe du Trône, le parcours du club Wydadie a débuté en 16e de finale puisque les Rouges évoluent en 1er division. Le Chabab Mohammédia d'Ahmed Faras déclara forfait dès les 16e de finale. Le Wydad qui a atteint les 8e de finale sans jouer un seul match a pour nouveau adversaire l'Union de Sidi Kacem. Le Wydad à l'extérieur va être éliminé sur le petit score d'un but à zéro. Puis en fin d'année, le Wydad a aussi participé grâce à son titre de champion à la coupe Mohamed V. Éliminé dès les demi-finales face au Royal Sporting Club Anderlecht, le club va aussi être battu par le Sporting Clube de Portugal dans le cadre de la petite finale.
Le bilan de la saison dernière est plutôt bon, du fait que l'équipe a atteint la 1re place du classement et remporté le championnat, malgré l'élimination rapide en coupe du Trône. Il faut aussi noter que les Rouges ont eu l'occasion d'affronter de grandes équipes européennes lors de la Coupe Mohamed V, bien qu'ils aient perdu leurs deux matchs.

## Effectif
Larbi Aherdane, Hassan Chicha, Abel, Azziz, Ahmed, Zaghrari, Breija, Mustapha Choukri, Keita, Abouali, Shaïta, Ahmed Moujahid, Chrif, Maâti, Malik, Jamal, Abedlhak, Nasrou, Lacheb, Sabir, Mouissa, Abdelkhalek, Jabri, Safari, Rifki, Adi, Braizat, Saïd, Lifri, Zengui
L'effectif du club a beaucoup changé par rapport à la saison dernière. Tout d'abord, il faut souligner l'arrivée très importante d'un des meilleurs joueurs de cette époque, Mustapha Choukri dit Petchou à la suite d'un malentendu avec les dirigeants du Raja de Casablanca. Le Wydad qui a profité de l'occasion s'est permis de recruter Petchou. Avec un tel numéro 10, le club n'aurait pu trouver mieux. Mis à part l'arrivée de Choukri, neuf autres joueurs rejoignent les Rouges. Ce sont Malik, Sabir, Mouissa, Jabri, Safari, Rifki, Adil, Lifri et Zengui.
Du côté des départs, quatre joueurs quittent le club. Le gardien de but Abdelkader Ouaraghli, Hamouni, Baâni et Mohamed Baba ne sont plus du club. Au total, trente joueurs font partie du club lors de cette saison. Pour ce qui est des entraîneurs, Mustapha Bettache qui était tout seul à ce poste voit l'arrivée de Mohamed Khalfi ce qui créera un duo entre deux anciens footballeurs. Abderrazek Mekouar occupe toujours la place de président depuis la saison 1972-1973.

## Saison

### Parcours en Championnat
Le championnat du Maroc de football 1976-1977 est la 21e édition du championnat du Maroc de football. Elle oppose seize clubs regroupés au sein d'une poule unique où les équipes se rencontrent deux fois, à domicile et à l'extérieur. Deux clubs sont relégués en fin de saison.

#### Composition du championnat
Avec la relégation du Raja de Beni Mellal et du Kawkab de Marrakech, et avec la promotion de l'Étoile de Casablanca et du KAC de Kénitra. Les FAR se trouvent donc lors de cette saison en compagnie de quinze équipes qui sont :
Le F.U.S. : le Fath Union Sport de Rabat.
Le T.A.S. : le Tihad Athlétique Sport.
L'A.S.F.A.R. : l'Association Sportive des Forces Armées Royales.
Le R.C.A. : le Raja Club Athletic.
Le M.C.O. : le Mouloudia Club d'Oujda.
Le D.H.J.: le Difaâ Hassani d'El Jadida.
Le K.A.C. : le Kénitra Athlétic Club.
Le M.A.T. : le Moghreb Athlétic de Tétouan.
Le C.O.D.M. : le Club omnisports de Meknès.
L'A.S.S. : l'Association sportive de Salé.
Le M.A.S. : le Maghreb Association Sportive.
La R.S.S. : la Renaissance Sportive de Settat.
L'E.J.S.C. : l'Étoile jeunesse sportive de Casablanca.
L'U.S.K. : l'Union de Sidi Kacem.
et le S.C.C.M. : le Sporting Club du Chabab Mohammédia.
Cette saison représente donc la trente-huitième année de football de l'histoire du Wydad Athletic Club, il s'agit surtout de sa dix-septième en première division. On peut signaler la présence du Raja de Casablanca, du TAS de Casablanca ainsi que de l'Étoile de Casablanca qui sont tous des clubs de Casablanca. Il y a donc dans ce championnat quatre équipes basées dans la ville de Casablanca. La rivalité avec le Raja de Casablanca donnera lieu cette saison à de chauds Derbies de Casablanca.

#### Phase aller
| Dates        | Journées    | Adversaires    | Lieux des rencontres | Scores | Buts WAC               | Références           |
| ------------ | ----------- | -------------- | -------------------- | ------ | ---------------------- | -------------------- |
| ???          | 1er journée | US Sidi Kacem  |                      | 4-0    | ?? , ?? , ?? , ??      | [ Rapport match 1 ]  |
| 28 août 1976 | 2e journée  | Kénitra AC     |                      | 1-0    | -                      | [ Rapport match 2 ]  |
| ???          | 3e journée  | MA Tétouan     |                      | 5-1    | ?? , ?? , ?? , ?? , ?? | [ Rapport match 3 ]  |
| ???          | 4e journée  | Maghreb AS     |                      | 1-1    | ??                     | [ Rapport match 4 ]  |
| ???          | 5e journée  | AS Salé        |                      | 2-2    | ?? , ??                | [ Rapport match 5 ]  |
| ???          | 6e journée  | DH El Jadida   |                      | 1-2    | ?? , ??                | [ Rapport match 6 ]  |
| ???          | 7e journée  | Tihad AS       |                      | 1-3    | ?? , ?? , ??           | [ Rapport match 7 ]  |
| ???          | 8e journée  | Raja CA        |                      | 1-1    | ??                     | [ Rapport match 8 ]  |
| ???          | 9e journée  | Fath US        |                      | 0-0    | -                      | [ Rapport match 9 ]  |
| ???          | 10e journée | FAR de Rabat   |                      | 2-1    | ?? , ??                | [ Rapport match 10 ] |
| ???          | 11e journée | MC Oujda       |                      | 0-0    | -                      | [ Rapport match 11 ] |
| ???          | 12e journée | EJS Casablanca |                      | 1-2    | ?? , ??                | [ Rapport match 12 ] |
| ???          | 13e journée | RS Settat      |                      | 1-0    | -                      | [ Rapport match 13 ] |
| ???          | 14e journée | COD Meknès     |                      | 2-2    | ?? , ??                | [ Rapport match 14 ] |
| ???          | 15e journée | SCC Mohammédia |                      | 0-0    | -                      | [ Rapport match 15 ] |

#### Phase retour
| Dates | Journées    | Adversaires    | Lieux des rencontres | Scores | Buts WAC                            | Références           |
| ----- | ----------- | -------------- | -------------------- | ------ | ----------------------------------- | -------------------- |
| ???   | 16e journée | US Sidi Kacem  |                      | 1-1    | ??                                  | [ Rapport match 16 ] |
| ???   | 17e journée | Kénitra AC     |                      | 3-1    | ?? , ?? , ??                        | [ Rapport match 17 ] |
| ???   | 18e journée | MA Tétouan     |                      | 0-0    | -                                   | [ Rapport match 18 ] |
| ???   | 19e journée | Maghreb AS     |                      | 1-0    | ??                                  | [ Rapport match 19 ] |
| ???   | 20e journée | AS Salé        |                      | 1-1    | ??                                  | [ Rapport match 20 ] |
| ???   | 21e journée | DH El Jadida   |                      | 2-1    | ?? , ??                             | [ Rapport match 21 ] |
| ???   | 22e journée | Tihad AS       |                      | 3-0    | ?? , ?? , ??                        | [ Rapport match 22 ] |
| ???   | 23e journée | Raja CA        |                      | 2-3    | ?? , ??                             | [ Rapport match 23 ] |
| ???   | 24e journée | Fath US        |                      | 5-1    | ?? , ?? , ?? , ?? , ??              | [ Rapport match 24 ] |
| ???   | 25e journée | FAR de Rabat   |                      | 2-0    | -                                   | [ Rapport match 25 ] |
| ???   | 26e journée | MC Oujda       |                      | 1-0    | -                                   | [ Rapport match 26 ] |
| ???   | 27e journée | EJS Casablanca |                      | 3-1    | Chahid 36e, Choukri 75e, Zengui 85e | [ Rapport match 27 ] |
| ???   | 28e journée | RS Settat      |                      | 1-0    | ??                                  | [ Rapport match 28 ] |
| ???   | 29e journée | COD Meknès     |                      | 0-0    | -                                   | [ Rapport match 29 ] |
| ???   | 30e journée | SCC Mohammédia |                      | 3-1    | ?? , ?? , ??                        | [ Rapport match 30 ] |

#### Classement final
Le classement est établi sur le même barème de points que durant l'époque coloniale, c'est-à-dire qu'une victoire vaut trois points, un match nul deux points et défaite à un point.
| Rang | Équipe           | Pts | J  | G  | N  | P  | Bp | Bc | Diff |
| ---- | ---------------- | --- | -- | -- | -- | -- | -- | -- | ---- |
| 1    | Wydad AC T       | 69  | 30 | 14 | 11 | 5  | 50 | 27 | +23  |
| 2    | MC Oujda         | 65  | 30 | 10 | 14 | 6  | 34 | 26 | +8   |
| 3    | Raja CACT        | 64  | 30 | 12 | 10 | 8  | 32 | 27 | +5   |
| 4    | Kénitra AC P     | 64  | 30 | 14 | 6  | 10 | 33 | 25 | +8   |
| 5    | Maghreb AS       | 62  | 30 | 11 | 10 | 9  | 25 | 20 | +5   |
| 6    | AS Salé          | 62  | 30 | 12 | 8  | 10 | 27 | 25 | +2   |
| 7    | FAR de Rabat     | 61  | 30 | 11 | 9  | 10 | 33 | 34 | -1   |
| 8    | DH El JadidaV    | 60  | 30 | 11 | 8  | 11 | 32 | 27 | +5   |
| 9    | COD Meknès       | 60  | 30 | 8  | 14 | 8  | 31 | 34 | -3   |
| 10   | Fath US          | 59  | 30 | 12 | 5  | 13 | 35 | 33 | +2   |
| 11   | SCC Mohammédia   | 59  | 30 | 8  | 13 | 9  | 24 | 26 | -2   |
| 12   | RS Settat        | 58  | 30 | 9  | 10 | 11 | 26 | 33 | -7   |
| 13   | Tihad AS         | 57  | 30 | 9  | 9  | 12 | 39 | 39 | 0    |
| 14   | EJS Casablanca P | 56  | 30 | 8  | 10 | 12 | 28 | 37 | -9   |
| 15   | US Sidi Kacem    | 54  | 30 | 6  | 13 | 11 | 36 | 38 | -2   |
| 16   | MA Tétouan       | 50  | 30 | 5  | 10 | 15 | 25 | 59 | -34  |

- Champion

- Vice-champion

- Relégué

- Abréviations

T : Tenant du titre

V : Vice-champion 1975-1976

CT : Vainqueur de la Coupe du Trône de football 1976-1977

P : Promus de Championnat du Maroc de football D2 1975-1976

### Parcours en Coupe du Trône
La saison 1976-1977 de la coupe du Trône de football est la vingt-unième édition de la compétition. Ayant comme champion le FUS de Rabat lors de l'édition précédente, cette compétition est la seconde plus importante du pays. Le Wydad entame cette compétition en seizième de finale.
| Dates | Tours       | Adversaires | Lieux des rencontres | Scores | Buts WAC     | Références           |
| ----- | ----------- | ----------- | -------------------- | ------ | ------------ | -------------------- |
| ???   | 1/16 finale | AS Salé     |                      | 3-2    | ?? , ?? , ?? | [ Rapport match 31 ] |
| ???   | 1/8 finale  | CA Khénifra |                      | 2-0    | ?? , ??      | [ Rapport match 32 ] |
| ???   | 1/4 finale  | MC Oujda    |                      | 1-0    | -            | [ Rapport match 33 ] |

### Parcours en Coupe Mohamed V
L'édition 1977 de la coupe Mohamed V est la quatorzième de la compétition. Regroupant quatre clubs ou équipes nationales qui sont pour la plupart invités, seul le club marocain participant à la compétition s'est véritablement qualifié puisque lors de chaque édition, c'est le champion du Maroc qui gagne le droit de participer à la compétition. Le Wydad qui a remporté la saison 1976-1977 du championnat national participe donc à la compétition comme représentant du Maroc.
| Dates        | Tours      | Adversaires           | Lieux des rencontres         | Scores          | Buts WAC | Références           |
| ------------ | ---------- | --------------------- | ---------------------------- | --------------- | -------- | -------------------- |
| 14 août 1977 | 1/2 finale | Roumanie              | Stade d'Honneur (Casablanca) | 1-1 2-3 (t.a.b) | ??       | [ Rapport match 34 ] |
| 16 août 1977 | 3e place   | Everton Football Club | Stade d'Honneur (Casablanca) | 1-0             | Shaïta   | [ Rapport match 35 ] |

## Issue de la saison
À l'issue de la saison, le Wydad de Casablanca réalise un excellent parcours en championnat du Maroc, et est éliminé dès les quarts de finale de la coupe du Trône après une défaite à l'extérieur. Le club a aussi pris la 3e place en coupe Mohamed V.
En championnat, le WAC remporte le championnat et termine donc 1er avec 14 victoires, 11 matchs nuls et 5 défaites sur les trente matchs joués. En coupe, les Rouges sont éliminés en quart de finale. Le club a donc disputé trois matchs de coupe. Le Wydad a aussi participé à la coupe Mohamed V. Avec une défaite à la suite des tirs au but et une victoire dans le cadre du match pour la 3e place.
Avec un total de trente matchs joués, quatorze victoires, onze nuls et cinq défaites en championnat et avec un total de trois matchs joués en coupe, soit deux victoires et une défaite, plus une défaite après tirs au but et une victoire en coupe Mohamed V. Les Rouges ont joué au total pendant cette saison 35 matchs avec un bilan de 17 victoires, 12 nuls et 6 défaites sans compter celle face à la Roumanie comptabilisé comme un nul après la défaite aux tirs au but.
| Compétition     | Classement final | M.J. | G. | N. | P. |
| --------------- | ---------------- | ---- | -- | -- | -- |
| Botola 1        | 1er / 16         | 30   | 14 | 11 | 5  |
| Coupe du Trône  | 1/4 finale       | 3    | 2  | 0  | 1  |
| Coupe Mohamed V | 3e place         | 2    | 1  | 1  | 0  |